# Vîșhorod
Vîșhorod (în ucraineană Вишгород) este orașul raional de reședință al raionului Vîșhorod din regiunea Kiev, Ucraina. În afara localității principale, nu cuprinde și alte sate. În secolul al XIX-lea, satul făcea parte din volostul Stari Petrivți, uezdul Kiev.

## Demografie
Componența lingvistică a orașului Vîșhorod
     Ucraineană (77,25%)
     Rusă (22,11%)
     Alte limbi (0,28%)
Conform recensământului din 2001, majoritatea populației orașului Vîșhorod era vorbitoare de ucraineană (77,25%), existând în minoritate și vorbitori de rusă (22,11%).